# Vittorio
Vittorio  è un nome proprio di persona italiano maschile.

## Varianti
- Maschili: Vittore[1][2][3][5], Vettore[1]
  - Alterati: Vittorino[1]
  - Composti: Vittorio Emanuele[3]
- Femminili: Vittoria[1][2][3]

### Varianti in altre lingue
- Asturiano: Víctor
- Basco: Bittor[5]
- Bulgaro: Виктор (Viktor)[5]
- Catalano: Víctor[5]
- Ceco: Viktor[5]
- Croato: Viktor[5]
- Danese: Viktor[5]
- Francese: Victor[5]
- Galiziano: Vitor[5]
- Gallese: Gwythyr[5]
- Greco moderno: Βίκτωρ (Viktōr)
- Inglese: Victor[5]
  - Ipocoristici: Vic[5]
- Latino: Victor[1][5], Victorius[1][4]
- Lettone: Viktors
- Lituano: Viktoras[5]
- Macedone: Виктор (Viktor)[5]
- Norvegese: Viktor[5]
- Polacco: Wiktor[5]
- Portoghese: Vítor[5], Victor[5]
- Rumeno: Victor[5]
- Russo: Виктор (Viktor)[5]
  - Ipocoristici: Витенька (Viten'ka),[6] Витька (Vit'ka),[6] Витюша (Vitjuša),[6] Витя (Vitja)[5]
- Serbo: Виктор (Viktor)[5]
- Slovacco: Viktor[5]
- Sloveno: Viktor[5]
- Spagnolo: Víctor[5], Vitorio
- Svedese: Viktor[5]
- Tedesco: Viktor[5]
- Ucraino: Віктор (Viktor)[5]
- Ungherese: Viktor[5]

## Origine e diffusione
Continua il nomen romano Victor, basato sull'omonimo termine che vuol dire "vincitore", "conquistatore", "vittorioso", significato analogo a quello dei nomi Vincenzo, Niceta e Fathi. Era assai utilizzato dai primi cristiani, fra i quali simboleggiava la vittoria del bene sul male, e venne portato da tre papi e svariati santi che sostennero la diffusione del nome anche in seguito. 
Si è diffuso in tutte le lingue europee, principalmente nelle forme Victor e Viktor; la forma italiana, Vittore, è più spesso sostituita da Vittorio, nome ben attestato in tutta la penisola e diffusosi anche in omaggio ai molti membri di casa Savoia che lo portarono. Va notato che, sebbene Vittore e Vittorio siano comunemente trattati come semplici varianti, in realtà il secondo deriva propriamente da Victorius, un nome basato su Victor.
In Inghilterra era usato solo sporadicamente in epoca medievale, e conobbe una buona diffusione solo a partire dal XIX secolo. Da Vittore/Vittorio deriva il nome Vittoriano.

## Onomastico
L'onomastico si può festeggiare in memoria di numerosi santi, alle date seguenti:
- 31 gennaio, san Vittore, martire con altri compagni a Corinto[7]
- 2 aprile, san Vittore, vescovo di Capua[7]
- 8 maggio, san Vittore il Moro, martire a Lodi[7]
- 14 maggio, san Vittore, martire ad Alessandretta con la moglie santa Corona[7]
- 21 maggio, san Vittorio, martire con altri compagni a Cesarea in Cappadocia[8]
- 21 luglio, san Vittore, martire a Marsiglia[7]
- 28 luglio, san Vittore I, papa e martire sotto Settimio Severo[7]
- 10 settembre, san Vittore, martire a Calcedonia con san Sostene[7]
- 10 settembre, san Vittore, martire con san Nemesiano e altri compagni in Africa[7]
- 22 settembre, san Vittore, soldato della Legione tebea martire con altri compagni ad Agaunum[7]

## Persone

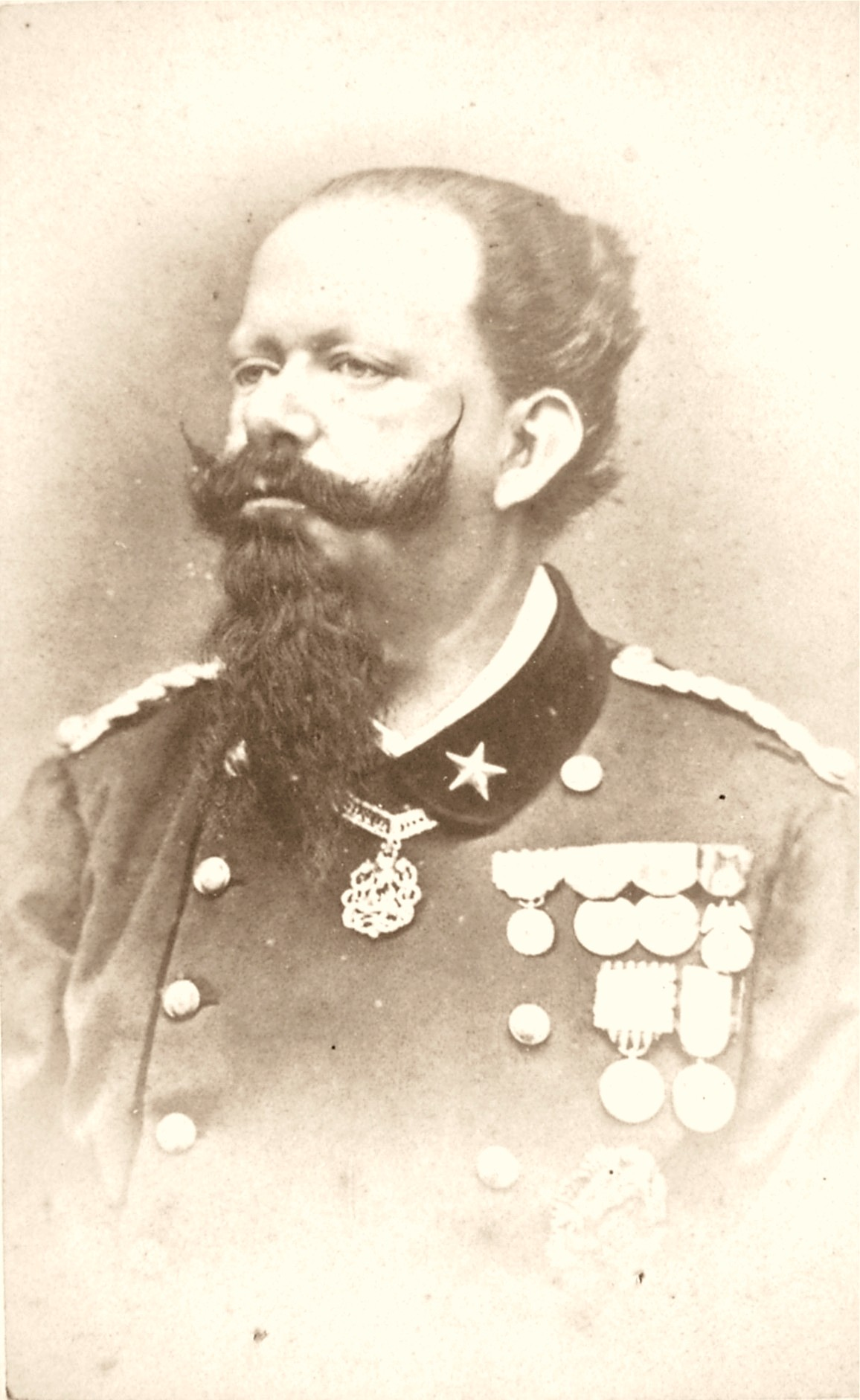
Vittorio Emanuele II di Savoia

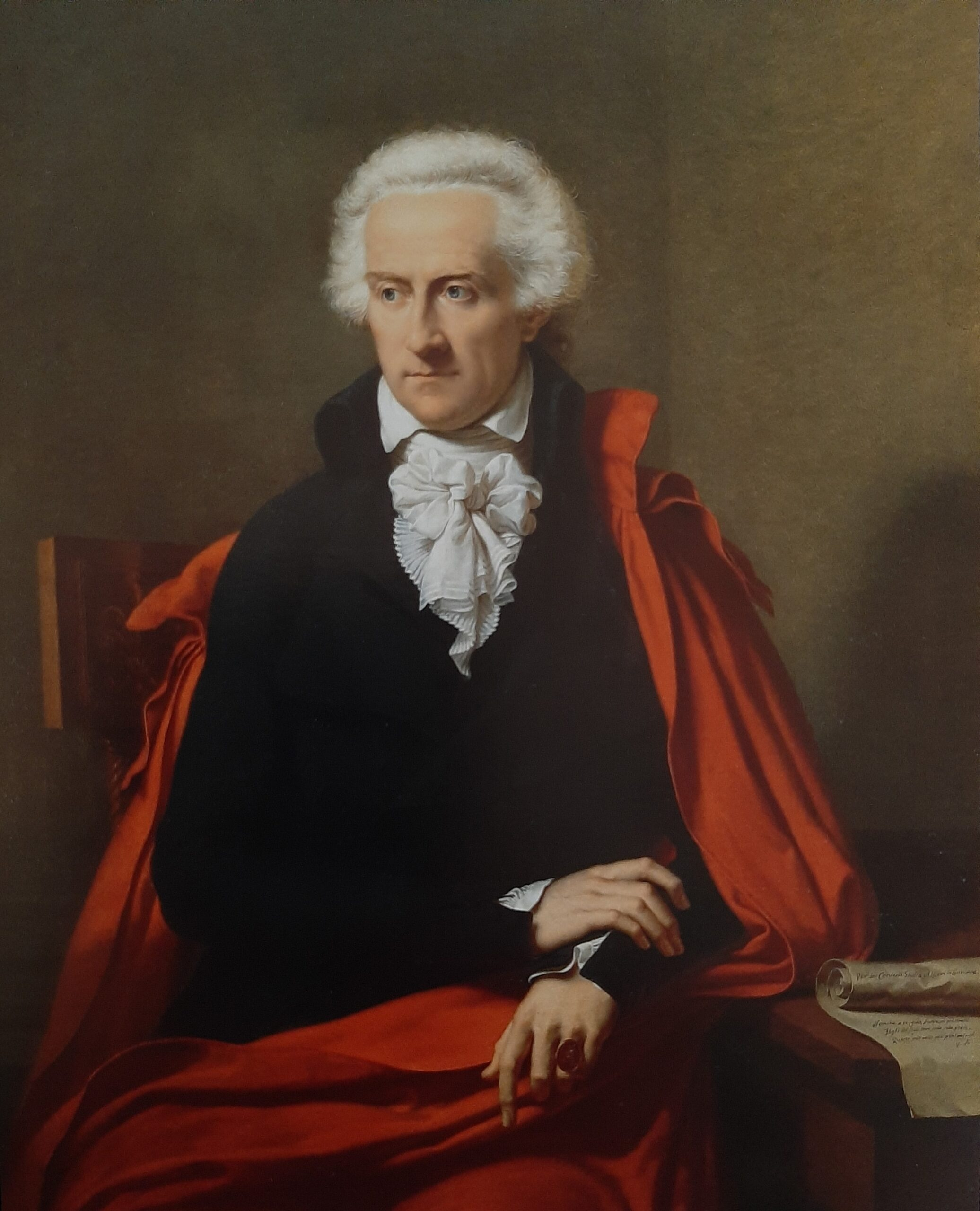
Vittorio Alfieri

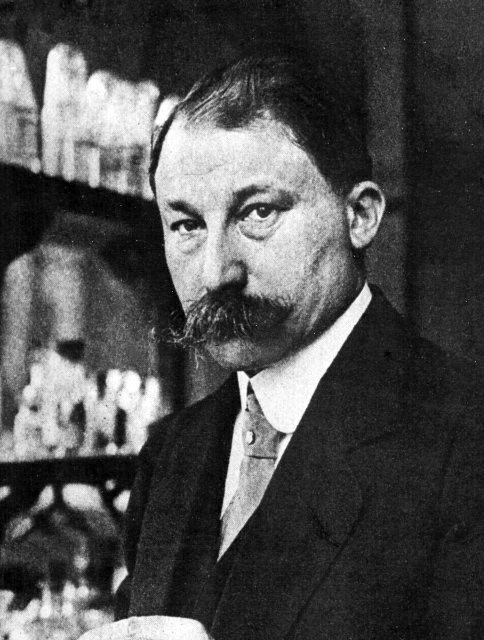
Victor Grignard

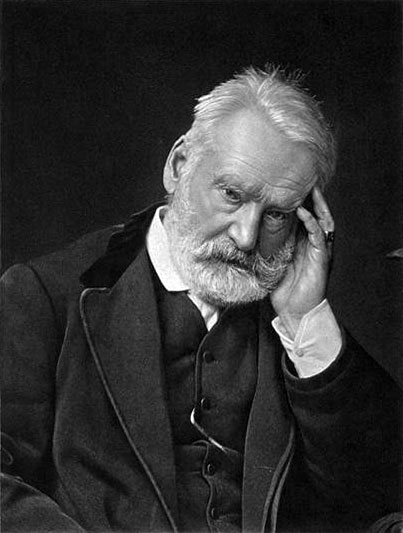
Victor Hugo

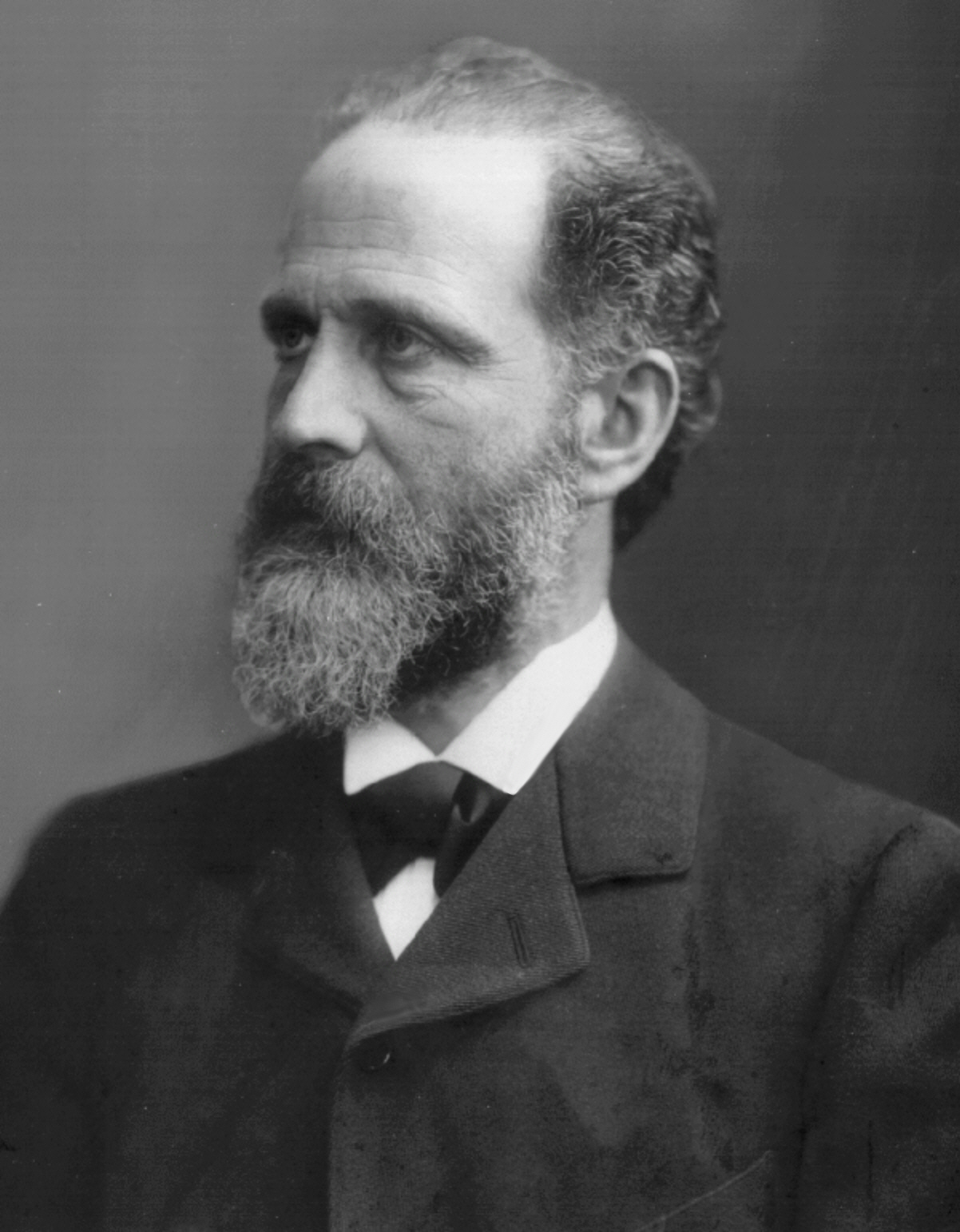
Viktor Meyer

- Vittorio Emanuele I di Savoia, re di Sardegna
- Vittorio Emanuele II di Savoia, re d'Italia
- Vittorio Emanuele III di Savoia, re d'Italia
- Vittorio Adorni, ciclista su strada, dirigente sportivo e conduttore televisivo italiano
- Vittorio Alfieri, drammaturgo, poeta, scrittore e attore teatrale italiano
- Vittorio Bachelet, giurista e politico italiano
- Vittorio De Seta, regista e sceneggiatore italiano
- Vittorio De Sica, attore, regista e sceneggiatore italiano
- Vittorio Feltri, giornalista e scrittore italiano
- Vittorio Foa, politico, giornalista e scrittore italiano
- Vittorio Gassman, attore, regista, sceneggiatore e scrittore italiano
- Vittorio Giardino, fumettista italiano
- Vittorio Mussolini, sceneggiatore e produttore cinematografico italiano
- Vittorio Pozzo, allenatore di calcio, calciatore e giornalista italiano
- Vittorio Sereni, poeta e scrittore italiano
- Vittorio Sgarbi, critico d'arte, storico dell'arte e politico italiano.
- Vittorio Taviani, regista e sceneggiatore italiano

### Variante Vittore
- Vittore, generale e politico romano
- Vittore, console romano
- Vittore Tonnennense, storico e vescovo cattolico bizantino
- Vittore Belliniano, pittore italiano
- Vittore Branca, filologo e critico letterario italiano
- Vittore Carpaccio, pittore italiano
- Vittore Catella, ingegnere, politico e dirigente sportivo italiano
- Vittore Colorni, storico italiano
- Vittore Crivelli, pittore italiano
- Vittore Ghislandi, più noto come Fra Galgario, pittore italiano
- Vittore Veneziani, direttore di coro e compositore italiano

### Variante Victor
- Victor Bourgeois, architetto e urbanista belga
- Victor Cousin, filosofo e storico della filosofia francese
- Victor-Auguste-Isidore Dechamps, cardinale, arcivescovo cattolico e giornalista belga
- Victor Grignard, chimico francese
- Victor Moritz Goldschmidt, chimico norvegese
- Victor Hugo, poeta, drammaturgo, scrittore e aforista francese
- Victor Klemperer, filologo e scrittore tedesco
- Victor McLaglen, attore britannico naturalizzato statunitense
- Victor Schertzinger, compositore, sceneggiatore, regista e produttore cinematografico statunitense
- Victor Serge, scrittore e rivoluzionario russo
- Victor Sjöström, regista, attore e sceneggiatore svedese
- Victor Vasarely, pittore e grafico ungherese

### Variante Víctor
- Víctor Alba, politico, giornalista e storico spagnolo
- Víctor Benítez, calciatore peruviano
- Víctor Raúl Haya de la Torre, politico peruviano
- Víctor Jara, cantautore, musicista, regista teatrale e poeta cileno
- Víctor Valdés, calciatore spagnolo

### Variante Viktor
- Viktor Adler, politico austriaco
- Viktor Ambarcumjan, astronomo e astrofisico armeno
- Viktor Coj, cantante, musicista e artista sovietico
- Viktor Dyk, politico e poeta ceco
- Viktor Frankl, neurologo, psichiatra e filosofo austriaco
- Viktor Gorbatko, cosmonauta sovietico
- Viktor Janukovyč, politico ucraino
- Viktor Juščenko, politico ucraino
- Viktor Kaplan, ingegnere e inventore austriaco
- Viktor Korčnoj, scacchista sovietico naturalizzato svizzero
- Viktor Meyer, chimico tedesco
- Viktor Pacaev, cosmonauta sovietico
- Viktor Šklovskij, scrittore e critico letterario russo
- Viktor Suvorov, storico e scrittore russo